# Нессе-Апфельштедт
Нессе-Апфельштедт (нім. Nesse-Apfelstädt) — громада в Німеччині, розташована в землі Тюрингія. Входить до складу району Гота.
Площа — 39,47 км2. Населення становить 5936 ос. (станом на 31 грудня 2021).